# Огнищанин
Огнища́нин, також тивун огнищний — головний управитель князівських маєтків у Київській Русі 10-12 ст., боярин. Назва посади пов'язана зі словом огнище в значенні або «вогнище, дім, дим», або «зрубаний і спалений ліс для орання».
У віданні огнищанина був увесь адміністративний апарат княжого господарства: збирач княжих прибутків, завідувач княжими стайнями і табунами. За «Руською Правдою», замах на життя огнищанина карався великим штрафом. У випадку вбивства огнищанина вбивця або верв, на чиїй території було знайдено тіло, сплачували штраф у розмірі 80 гривень срібла (за смерда і холопа — 5 гривень, вільну людину — 40 гривень).